# Jean-Guillaume de Saxe-Altenbourg
Jean Guillaume de Saxe-Altenbourg (né le 13 avril 1600 à Torgau; † 2 décembre 1632 dans les environs de Brieg) est un membre de la branche ernestine maison de Wettin qui est duc titulaire de Saxe-Altenbourg et des duchés unis de Juliers-Clèves-Berg.

## Biographie
Jean-Guillaume est le second fils du duc Frédéric-Guillaume Ier de Saxe-Weimar issu de son second mariage avec Anne-Marie de Palatinat-Neubourg, fille de Philippe Louis de Neubourg.
Après la mort de son père, Jean-Guillaume hérite du duché de Saxe-Altenbourg conjointement avec ses frères Jean-Philippe, Frédéric et Frédéric-Guillaume II. Initialement, la régence des jeunes princes est exercée par l'Électeur de Saxe Christian II de Saxe et leur oncle Jean II de Saxe-Weimar. Après la mort de Jean II en 1605, l'Électeur demeure seul régent.
Après la Guerre de succession de Juliers, les frères sont investis des duchés unis de Juliers-Clèves-Berg. Toutefois, ils ne sont que nominalement ducs bien qu'ils en prennent les armoiries. À partir de 1612, les frères complètent leur éducation à l'Université de Leipzig. En 1618, le frère ainé Jean-Philippe de Saxe-Altenbourg atteint sa majorité et commence à régner de façon indépendante. Les jeunes frères acceptent qu'il gouverne seul en contrepartie d'une compensation financière. Au début, l'accord n'est conclu que pour un nombre d'années limité. Toutefois en 1624, il est étendu indéfiniment. Jean Guillaume effectue alors un « Grand voyage » en Europe, il visite l'Italie, les Pays-Bas, la France, l'Angleterre et la Hongrie avec son frère Frédéric Guillaume.
Pendant la Guerre de Trente Ans, Jean Guillaume sert comme colonel dans l'armée saxonne. En 1632, il meurt d'une fièvre contractée dans le camp militaire de Brzeg. Il est inhumé dans l'église Sainte Sophie de Dresde.